# Léonard Robin
Léonard Robin, né le 23 juin 1745 à Angoulême et décédé le 6 juillet 1802 à Paron (Yonne), est un homme politique français.

## Biographie
Il est le fils aîné d'un imprimeur du roi et échevin, Abraham-François Robin, et de sa femme, Anne Puynesge. Il poursuit des études de droit à l'université de Poitiers, puis s'installe à Paris, où il est reçu avocat au parlement.
En 1789, il est élu capitaine de la garde nationale et devient membre de la commune de Paris. Il est en même temps juge de paix. Le 23 septembre 1791, Robin est élu représentant de Paris à l'Assemblée législative. Son mandat achevé, il recouvre sa position de juge.
Pendant la Terreur, il est incarcéré à plusieurs reprises, jusqu'à la chute de Robespierre. En 1797, il acquiert le château de Paron, bien national ayant appartenu à la famille de Polignac.
Rallié à Bonaparte en 1800, il est d'abord nommé commissaire auprès du tribunal de première instance de la Seine, puis en 1802, membre du Tribunat. Il meurt peu de temps après dans son château.

## Sources
- « Léonard Robin », dans Adolphe Robert et Gaston Cougny, Dictionnaire des parlementaires français, Edgar Bourloton, 1889-1891 [détail de l’édition]
- Maurice Roy, Léonard Robin, député de Paris à l'Assemblée législative (1791-1792), Duchemin, 1917, 25 p.
- SAHC, Notices sur Abraham-François Robin, premier échevin du corps-de-ville d'Angoulême, et Léonard Robin, membre du Tribunat, 1870, p. 825-906